# Francisco Mendes de Almeida
Francisco Mendes de Almeida (Rio de Janeiro, 26 de julho de 1845 — ?) foi um advogado, professor, militar, jornalista e político brasileiro. Foi senador pelo Maranhão de 1910 a 1921.